# Dzsakkóin
A Dzsakkóin (寂光院, Hepburn-átírással: Jakkō-in) a japán buddhista tendai szekta apácakolostora a Kiotó fölötti Óhara hegyén. Állítólag Sótoku herceg alapította a 6. században, leghíresebb azonban arról, hogy családja, a Tairák kiirtása és fia, Antoku gyermek császár tengerbe veszte után ide vonult vissza a 12. század végén a fiatal Kenrei Monin anyacsászárné, s ha a Heike monogatari krónikának hinni lehet, egy alig öt négyzetméteres deszkaszobában tengette életét buzgó imádkozással majd 30 éven át. Ha a hegyoldalban hozzá vezető, végtelen hosszú kőlépcsőt leküzdötte az ember, az apró templomkertet – amely hajszálra olyan, ahogy a krónikában le van írva – övező sűrű erdő csendjében, a miniatűr kolostorépület fapadlójára telepedve s a közeli testvérintézményben, a Dzsikkóinben szolgáló ifjú szerzetes patetikus hangú Kenrei Monin-recitálását hallgatva valóban megérezhet valamit e 800 évvel ezelőtti, iszonyú magányból. A főépület 2000-ben gyújtogatás áldozatául esett, pontos mását 2005-re építették fel.

## Külső hivatkozás
- Fényképfelvételek a Dzsakkóinről Archiválva 2010. augusztus 25-i dátummal a Wayback Machine-ben